# Kamionka (powiat garwoliński)
Kamionka – wieś solecka w Polsce położona w województwie mazowieckim, w powiecie garwolińskim, w gminie Borowie.
W latach 1975–1998 miejscowość należała administracyjnie do województwa siedleckiego.
Zachowały się tu resztki parku krajobrazowego, założonego w 1 połowie XIX w. wokół nieistniejącego dziś dworu, który został rozebrany. Całe dawne założenie parkowo – dworskie zostało poważnie zniszczone. Folwark został zlikwidowany na rzecz pastwiska, pola uprawnego i działek budowlanych. Część południową zajęto pod betoniarnię, część północno – zachodnią pod pasiekę – park w związku z tym jest przedzielony ogrodzeniem. Zabudowania gospodarcze neogotyckie, dawne stajnie i obory przebudowano na magazyny betoniarskie. W parku występują starodrzewia. Wiek około 80 – 160 lat, średnica 60 – 80 cm. Występują: jesiony wyniosłe, brzozy brodawkowate, kasztanowce białe, olsze czarne, graby, lipy drobnolistne. W podszyciu występują: leszczyna, tarnina, jaśmin, bez czarny, śniegulica. Park podlega pełnej ochronie konserwatorskiej. Na rozdrożu dróg ciekawa kapliczka.
Nad Wilgą drewniany młyn wodny w części wsi zwanej Czarnów. Czarnów to zaledwie dwa budynki. Pierwszy to stary zabytkowy młyn wodny, wzniesiony na początku XIX wieku. Drugi to drewniany dom, w którym mieszka właściciel młyna, jego rodzina kupiła obiekt około 50 lat temu od ówczesnego dziedzica. Młyn zbudowany został z drewna w konstrukcji zrębowej, na planie prostokąta. Osadzony jest częściowo bezpośrednio na gruncie, a częściowo na betonowych, ceglanych i drewnianych słupach. Dach ma kształt dwuspadowy, pokryty jest blachą. Niegdyś napęd stanowiła turbina wodna Francisa, wyprodukowana w 1928 r., w Radomsku. Jej wielkość można podziwiać na brzegu rzeki, przed młynem. W latach 80. turbinę wodną zastąpiono silnikiem elektrycznym o mocy 12 KW. Na przestrzeni ostatnich lat zakład nie był modernizowany. Młyn był czynny do 2001 r. Prowadzono w nim produkcję mąki pytlowej, śruty i kaszy na potrzeby okolicznych mieszkańców. Na miejscu dawnego jazu przewałowego zbudowano niewielki most na Wildze.
Wierni Kościoła rzymskokatolickiego należą do parafii Świętej Trójcy w Borowiu.